# 警花肉搏強姦黨
《警花肉搏強姦黨》是一部1993年出品，由陳國權執導，由方中信、陳惠敏、李綺霞、午馬主演，主要讲述了警花嘉文接近牛欄昌所屬犯罪集團的故事。

## 故事大綱
警花歐嘉文從英格蘭回港受訓，上司派她接近牛欄昌，因牛欄昌最近接管了馬良的犯罪集團。上司先介紹了犯罪集團的成員，其中一定包括首領馬良（黃秋生饰）为人刻薄，還有牛欄昌（方中信饰），他最近接管了馬良的犯罪集團，他還有一個手下賀東（番薯東）（陳惠敏饰）性格火爆，心狠手辣。嘉文被上司派為舞小姐，在一個容易的機會下，便接近了牛欄昌。慢慢，牛欄昌也接受了嘉文，嘉文為了可以解決馬良的犯罪集團，甘心犧牲自己的身體，和牛欄昌發生關係。經過牛欄昌多次犯罪失敗的例子，牛欄昌開始對嘉文作出懷疑...

## 主要角色
| 演員   | 角色     | 粵語配音 | 暱稱/關係 |
| 方中信 | 曾世昌   | 張炳強   | 犯罪集團成員，后為首腦 又名:牛欄昌 在一次在夜店裏被警花嘉文接近 賀東（番薯東）的上司，后期反目 和羅美寳有姦情 三哥之合作伙伴 馬良的頭號得力助手，后接管他的犯罪集團 曾經和嘉文發生關係 和阿標、坤哥不和，后反目 |
| 陳惠敏 | 賀東     | 陳欣     | 犯罪集團成員 又名:番薯東 在一次在夜店裏被警花嘉文接近 曾世昌（牛欄昌）的手下，后期反目 三哥之合作伙伴 性格火爆，心狠手辣 和阿標、坤哥不和，后反目                                                               |
| 李綺霞 | 歐嘉文   | 曾慶珏   | 警校校花 接近曾世昌（牛欄昌）來收集他的犯罪証据 李雄之手下 |
| 徐忠信 | 坤哥     | 賈鳳悟   | 黑幫老大 性格心狠手辣，為求達到目的，不擇手段 阿標之老大 和曾世昌（牛欄昌）、賀東（番薯東）不和，后反目 后被賀東用棍打下山死亡                                                                                  |
| 黃秋生 | 馬良     | 陳永信   | 犯罪集團首領 曾世昌（牛欄昌）、賀東（番薯東）之上司 性格刻薄，唯對自己獨生子好 羅美寳之夫，與其不和 后發現曾世昌和羅美寳偷情后不停以侮辱的字眼來侮辱羅美寳，並被其憤怒之下殺死                                  |
| 李中寧 | 阿標     |          | 黑幫成員 坤哥之得力手下兼愛將 和曾世昌（牛欄昌）、賀東（番薯東）不和，后反目 后被賀東勒死 |
| 黃一山 | 警校教官 | 黃一山   | 警校教官 歐嘉文所在警校的警校教官 |
| 午馬   | 三哥     | 賈鳳悟   | 黑幫老大，毒販 曾世昌（牛欄昌）、賀東（番薯東）之合作伙伴 |
| 陳國權 | 徐阿河   |          | 警察 又名:翠河 容慕蓮之伙伴，與其不和 李雄之下屬，被其派往暗中幫助歐嘉文 |
| 黃天鐸 | 神祕人   | 賈鳳悟   | 偷拍一名女人擦身的男人 |
| 黎漢持 | 李雄     |          | 警官 歐嘉文、徐阿河、容慕蓮之上司 派歐嘉文接近曾世昌（牛欄昌）來收集他的犯罪証据 |
| 李月仙 | 羅美寳   |          | 富商太太 幫馬良管理夜店生意 性格貪慕虛榮 馬良之妻，后反目 和曾世昌（牛欄昌）有姦情 被馬良發現偷情后不停被其以侮辱的字眼來侮辱，在一怒之下殺死其 最后發現曾世昌和歐嘉文的関係后崩潰，在爭執之下被槍殺            |